# روزهای برمه
روزهای برمه کتابی‌ نوشته جورج اورول نویسنده انگلیسی است که در سال ۱۹۳۴ در شهر نیویورک آمریکا توسط هارپر و برادران منتشر شد. این داستان همچون نوشته‌های دیگر جورج اورول یک داستان انتقادی است. در سال ۲۰۱۳، تقریباً هشتاد سال پس از انتشار نخست کتاب، روزهای برمه مهم‌ترین جایزه ادبی کشور برمه را دریافت کرد.

## پیشینه
در دهه ۱۹۲۰ میلادی، جورج اورول ۱۹ ساله، که در آن زمان با نام اصلی‌اش اریک بلر شناخته می‌شد، به عنوان افسری جوان، وارد رانگون پایتخت برمه (میانمار کنونی) شد که در آن زمان مستعمره بریتانیا بود. برمه ثروتمندترین مستعمره بریتانیا در جنوب شرق آسیا محسوب می‌شد و پذیرای کارگران مهاجر از هند و چین بود. ۷۵ درصد صادرات چوب ساج در جهان از جنگل‌های برمه تأمین می‌شد. اورول جوان در بسیاری از شهرهای برمه به مدت ۵ سال خدمت کرد و در نهایت پس از ابتلا به بیماری تب دنگی از نیروی پلیس استعفا داد.
تجربیات او از این سفر سال‌ها بعد در رمان تلخ روزهای برمه به کار آمد. پیش‌نویس اولیه رمان در فاصله سال‌های ۱۹۲۸ تا ۱۹۲۹ در پاریس نوشته شد. در تعطیلات تابستانی سال ۱۹۳۲ اورول هنوز مشغول کار روی این رمان بود. در نهایت در دسامبر سال ۱۹۳۳ نسخه نهایی روزهای برمه آماده شد و در سال ۱۹۳۴ به دست ناشر رسید. ناشر قبلی اورول، با توجه به کتاب قبلی نویسنده و ترس از محاکمه احتمالی حاضر به چاپ این کتاب نشد. ناشر دیگری هم به دلایل مشابه کتاب را رد کرد. در نهایت انتشاراتی آمریکایی پس از آن که خواستار تغییراتی در رمان شد، کتاب را در سال ۱۹۳۴ منتشر کرد. در بهار سال ۱۹۳۵ ناشر قبلی اورول اعلام کرد در صورتی‌که مشخص شود هیچ‌یک از شخصیت‌های بریتانیایی کتاب واقعی نیست آمادگی چاپ این کتاب را دارد. تحقیقات وسیعی به عمل آمد تا مشابهتی میان نام شخصیت‌ها و افسران بریتانیایی وجود نداشته باشد. از آن زمان تاکنون بسیاری از شخصیت‌های اروپایی کتاب در روزنامه‌های رانگون شناسایی شدند. یو پو کین (یکی از شخصیت‌های کتاب) نام افسری برمه‌ای‌ست که در دوره آموزشی با اورول هم‌دوره بود.

## خلاصه داستان
اورول در این رمان شهری خیالی را در شمال برمه توصیف می‌کند که در آن ۷ مرد سفیدپوست بر ۴۰۰۰ برمه‌ای، چند صد هندی و چند چینی حکومت می‌کنند.

## ترجمه به فارسی
تاکنون چندین ترجمه از این کتاب به فارسی منتشر شده‌است. زهره روشنفکر (انتشارات مجید، چاپ اول:۱۳۸۹)، مرتضی مدنی‌نژاد (نشر آوا، چاپ اول:۱۳۶۳)، و پروین قائمی (کتاب آفرین، چاپ اول:۱۳۶۳)، این کتاب را به زبان فارسی برگردانده‌اند.